# 薔花紅蓮伝
薔花紅蓮伝（そうかこうれんでん、朝鮮語: 장화홍련전）は李氏朝鮮における原作者不詳の文学作品、およびそれを題材とした舞台・映像作品。いわゆる継子いじめ譚であり、勧善懲悪を主題とする。韓国では古典怪談として良く知られ、何度か映画化されている。

## 解説
朝鮮の孝宗の時代に平安道の鉄山府使を務めたチョン・ドンフル（全東屹）が、継母の凶計によって無念の死を遂げたチャンファ（薔花）・ホンニョン（紅蓮）姉妹の事件を扱った現地の物語をもとに作ったという。チョン・ドンフルの6代目の子孫マンテク（萬宅）の要請でパク・インス（朴仁壽）が1818年（純祖18年）12月1日に漢文本を書き、これをもとにハングル版が書かれた。漢文本はチョン・ドンフルの8代目の子孫ギラク（基洛）が1865年（高宗2年）に編纂した『嘉齋事實錄』と『嘉齋公實錄』に載せられ、国漢文の方は『光國將軍全東屹實記』に掲載された。

## あらすじ
鉄山で座首を勤めるペ・ムリョンは、夫人のチャン氏と何不自由なく暮らしていたが子は無かった。ある日、チャン氏は天から降りてきた花が天女に変わり自分の懐に入ってくる胎夢を見て薔花を産み、続いて次女の紅蓮を産んだ。薔花と紅蓮は美貌と才能を兼ね備え、親の愛情をたっぷりと受けて育った。しかしチャン氏は病気で死に、後継ぎを案じたペ座首は許（ホ）氏という女性を後妻に迎える。
許氏は三人目の男児を産んだが、容姿も性格も悪い彼女は、前妻の二人の娘に対して色々な虐待を行った。これを知ったペ座首が許氏をなじると、反省するどころか姉妹を害する工夫をこらした。薔花は許氏と息子チャンスェの計略で罪の濡れ衣を着せられ、チャンスェの責め立てによって池に身を投げ死んだ。チャンスェが帰り道に虎に噛まれて手足を失うと、許氏は残った紅蓮を公然と憎んだ。姉の消息を知らず苦しんでいた紅蓮は、チャンスェに薔花は死んだと聞かされて悲しみに暮れ、姉を慕って池に落ち死んだ。
恨みが解けない二人の霊魂は、自分たちの無念を晴らして欲しいと鉄山府使の官衙を訪れるが、府使は夜中に現れた姉妹の幽霊を見て驚きのあまり死んでしまう。府使が相次いで死んでいくため鉄山の町は荒廃し、朝廷の心配も日増しに大きくなった。
そんな中、チョン・ドンオという大胆無双の人物が鉄山府使を志願し、幽霊の姉妹からこれまでの事情を聞いて事件を再調査したところ、姉妹の言葉通りすべてが許氏ら母子の計略であったことが判明した。府使は許氏たちを厳罰に処し、薔花と紅蓮の遺体を収容して埋葬した。ペ座首が新しい妻の尹（ユン）氏を迎え入れると双子の娘が生まれ、平壌の大金持ちイ・ヨンホの息子らに嫁いで幸せに暮らした。

## 唱劇「薔花紅蓮傳」
1944年、朝鮮唱劇団の第3回作品。パク・シン演出、キム・ヨンス編曲、
ペ座首：キム・ヨンス、継母：ソン・チュウォル（成秋月）、ジャンスェ：パク・フソン、薔花：キム・ノクチュ（金綠珠）、紅蓮：キム・オンニョン（金玉蓮）、府使：パク・ヨンジン（朴英珍）。特にジャンスェ役のパク・フソンと紅蓮役のキム・オンニョンは最高の名声を博し、この作品を契機に人気がピークに達した。
薔花紅蓮伝を初めて唱劇化したもので、空前の大盛況を成した。座首の娘、薔花と紅蓮が継母の虐待と悪巧みで死んでいったが、優秀な府使の赴任で事実が明らかにされ継母と長男は処刑される。冤鬼となった薔花と紅蓮の恨みは解け、天上に昇って天女になるという物語。

## 映画
薔花紅蓮伝は数回にわたって映画化され、またいくつかの作品のモチーフとなった。
- 薔花紅蓮傳（英語版）（1924年 無声映画）パク・ジョンヒョン（朴晶鉉）監督[5]
- 薔花紅蓮傳（英語版）（1936年）ホン・ゲミョン（洪開明）監督
- 薔花紅蓮傳（英語版）（1956年）チョン・チャンファ監督
- 大薔花紅蓮傳（英語版）（1962年）チョン・チャンファ監督
- 薔花紅蓮傳（英語版）（1972年）イ・ユソプ監督
- 箪笥（2003年）キム・ジウン監督　薔花紅蓮伝に着想を得たホラー映画。
- ゲスト（2009年）ザ・ガード・ブラザーズ監督　アメリカでの『箪笥』リメイク版。